# Star One C1
O Star One C1 foi um satélite artificial de comunicação geoestacionário brasileiro construído pela Alcatel Alenia Space que esteve localizado na posição orbital de 65 graus de longitude oeste em 2007 até ser transferido para 92 graus de longitude oeste em 2021, operando nas bandas C e Ku, que pertence à Embratel Star One, uma empresa subsidiária da Embratel. O mesmo possuiu polarização linear e a capacidade de 28 transponders em banda C. O satélite foi baseado na plataforma Spacebus-3000B3 e sua expectativa de vida útil era de 15 anos.

## História
O operador de satélite brasileiro Star One assinou em junho de 2003 um contrato com a Alcatel Alenia Space para a construção e entrega em órbita do satélite de telecomunicações Star One C1 para a fazer cobertura da América Latina.
Baseado na plataforma Spacebus-3000B3 da Alcatel Space, o Star One C1 foi lançado no final de 2007 pelo Ariane 5 e esteve posicionado a 65 graus oeste. O satélite levou 45 transponders: 28 em banda C, 16 em banda Ku e um em banda X. O Star One C1 substituiu o satélite Brasilsat B2 na banda C e forneceu para a América do Sul internet de alta velocidade e multimídia até 30 de abril de 2021.

## Lançamento
O satélite foi lançado com sucesso ao espaço no dia 14 de novembro de 2007, às 22:06 UTC, por meio de um veículo Ariane 5 ECA a partir do Centro Espacial de Kourou, na Guiana Francesa, juntamente com o satélite Skynet 5B. Ele tinha uma massa de lançamento de 4.100 kg.

## Capacidade e cobertura
O Star One C1 esteve equipado com 28 transponders em banda C, 16 em banda Ku e um em banda X para fornecer serviços de telecomunicações, como Internet e serviços digitais para o Brasil, América do Sul e aos países do Mercosul.